# Atentado contra la Brigada Trigésima del Ejército Nacional de Colombia
El atentado a la Trigésima Brigada del Ejército Nacional fue un ataque terrorista realizado por el Frente 33 de las Disidencias de las FARC-EP, consistió en la explosión de un carro bomba el 15 de junio de 2021 a las 15:10 (UTC -5) en la sede militar ubicada en Cúcuta.

## Atentado
Según prensa y Fiscalía General de la Nación, ingresó una camioneta blanca Toyota Fortuner de placas JGX 180, con dos hombres, llegaron a la entrada de la brigada militar y fingieron ser miembros de la Fiscalía; los uniformados que se encargan del control en el ingreso, les pidieron los carnés que los identificara, los mismos sujetos salieron por la puerta principal del batallón y horas después explotó el carro bomba.
Abierta investigación por el FBI y la ATF (Agencia de Alcohol, Tabaco, Armas de Fuego y Explosivos).

## Perpetradores
Inicialmente alias Julián del ELN, fue acusado del atentado. Sin embargo se determinó y en julio de ese año el ataque lo reivindicó el Frente 33 de las Disidencias de las FARC-EP, en complicidad con un capitán en retiro.